# Nationale Straßen-Radsportmeister 2025
Diese Liste gibt einen Überblick über die Ergebnisse der Nationalen Straßen-Radsportmeisterschaften 2025 weltweit.
| Nation *                       | Trikot | Straßenrennen – Männer      | Einzelzeitfahren – Männer     | Straßenrennen – Frauen           | Einzelzeitfahren – Frauen    |
| ------------------------------ | ------ | --------------------------- | ----------------------------- | -------------------------------- | ---------------------------- |
| Ägypten                        |        | Abdul Rauf Ahmed Abdul Rauf | Mohab Youssef Aziz            | Ebtisam Zayed                    | Ebtisam Zayed                |
| Afghanistan                    |        |                             |                               | Fariba Hashimi                   | Fariba Hashimi               |
| Albanien                       |        | Lukas Sulaj Kloppenborg     | Olsian Velia                  | Nelia Kabetaj                    | Nelia Kabetaj                |
| Algerien                       |        | Yacine Hamza                | Azzedine Lagab                | Nesrine Houili                   | Nesrine Houili               |
| Angola                         |        |                             |                               |                                  |                              |
| Antigua und Barbuda            |        | Jyme Bridges                |                               |                                  |                              |
| Argentinien                    |        | Leonardo Cobarrubia         | Mateo Kalejman                | Jennifer Francone                |                              |
| Aruba                          |        |                             |                               |                                  |                              |
| Aserbaidschan                  |        |                             |                               |                                  |                              |
| Australien                     |        | Luke Durbridge              | Lucas Plapp                   | Lucinda Stewart                  | Brodie Chapman               |
| Äthiopien                      |        | Tekle Alemayo               | Negasi Haylu Abreha           | Haftu Reda                       | Fkadu Brhan Abrha            |
| Bahamas                        |        |                             |                               |                                  |                              |
| Bahrain                        |        |                             |                               |                                  |                              |
| Barbados                       |        |                             |                               |                                  |                              |
| Belarus                        |        |                             | Dsjanis Masur                 |                                  |                              |
| Belgien                        |        | Tim Wellens                 | Remco Evenepoel               | Justine Ghekiere                 | Lotte Kopecky                |
| Belize                         |        |                             | Cory Williams                 |                                  | Patricia Chavarria           |
| Benin                          |        | Ricardo Sodjede             | Ricardo Sodjede               | Charlotte Metoevi                | Charlotte Metoevi            |
| Bermuda                        |        | Conor White                 | Nicholas Narraway             | Panzy Olander                    | Panzy Olander                |
| Bolivien                       |        | Eduardo Edwin Moyata Cruz   | Freddy Gonzales               | Wanda Florencia Villanueva       | Wanda Florencia Villanueva   |
| Bosnien und Herzegowina        |        | Mujo Kurtovic               | Nikica Atlagic                | Lejla Tanovic                    | Lejla Tanovic                |
| Botswana                       |        |                             |                               |                                  |                              |
| Brasilien                      |        |                             |                               |                                  |                              |
| Britische Jungferninseln       |        |                             |                               |                                  |                              |
| Bulgarien                      |        | Borislaw Palaschew          | Emil Stoinew                  | Nikol Kolischewa                 | Nikol Kolischewa             |
| Burkina Faso                   |        | Daouda Soulama              |                               | Awa Bamogo                       |                              |
| Cayman Islands                 |        |                             |                               |                                  |                              |
| Chile                          |        | Hector Quintana             | Hector Quintana               | Catalina Soto                    | Catalina Soto                |
| Costa Rica                     |        | Gabriel Francisco Rojas     | Donovan Ramírez               | Adriana Maria Rojas              | Gloriana Maria Quesada       |
| Curaçao                        |        |                             |                               |                                  |                              |
| Dänemark                       |        | Søren Kragh Andersen        | Mads Pedersen                 | Alberte Greve                    | Rebecca Koerner              |
| Demokratische Republik Kongo   |        |                             |                               |                                  |                              |
| Deutschland                    |        | Georg Zimmermann            | Maximilian Schachmann         | Franziska Koch                   | Antonia Niedermaier          |
| Dominikanische Republik        |        | Jesus Roniel Marte          | Erlin Antonio Garcia          |                                  | Flor Espiritusanto           |
| Ecuador                        |        | Jhonatan Narváez            | Jefferson Cepeda              | Natalia Vasquez                  | Miryam Maritza Nuñez         |
| El Salvador                    |        | Brandon Ulises Rodríguez    | Brandon Ulises Rodríguez      |                                  | Sauking Raquel Shi           |
| Elfenbeinküste                 |        |                             |                               |                                  |                              |
| Eritrea                        |        | Nahom Zeray                 | Amanuel Ghebreigzabhier       | Monalisa Araya                   |                              |
| Estland                        |        | Madis Mihkels               | Rein Taaramäe                 | Elisabeth Ebras                  | Laura Lizette Sander         |
| Eswatini                       |        | Kwanele Jele                |                               | Mandiswa Fakudze                 |                              |
| Fidschi                        |        |                             |                               |                                  |                              |
| Finnland                       |        | Johan Nordlund              | Trond Larsen                  | Anniina Ahtosalo                 | Anniina Ahtosalo             |
| Frankreich                     |        | Dorian Godon                | Bruno Armirail                | Marie Le Net                     | Cédrine Kerbaol              |
| Gabun                          |        |                             |                               |                                  |                              |
| Georgien                       |        |                             |                               |                                  |                              |
| Grenada                        |        | Red Walters                 | Red Walters                   |                                  |                              |
| Griechenland                   |        | Nikiforos Arvanitou         | Georgios Bouglas              | Argyro Milaki                    | Varvara Fasoi                |
| Guam                           |        |                             |                               |                                  |                              |
| Guatemala                      |        | Edgar Geovanny Torres       | Sergio Geovani Chumil         | Jasmin Gabriela Soto             | Jasmin Gabriela Soto         |
| Guyana                         |        |                             |                               |                                  |                              |
| Honduras                       |        | Luis Fernando Enrique López | Héctor Menéndez               | Linda Daniela Menendez           | Linda Daniela Menendez       |
| Hongkong                       |        |                             | Chu Tsun-wai                  |                                  | Lee Sze-wing                 |
| Indien                         |        | Bhagirath Bhagirath         | Harshveer Sekhon              | Kaveri Muranal                   | Kaur Jasmmek Sekhon          |
| Indonesien                     |        |                             | Muhammad Syelhan              |                                  | Ayustina Delia Priatna       |
| Iran                           |        |                             |                               |                                  |                              |
| Irland                         |        | Rory Townsend               | Ryan Mullen                   | Mia Griffin                      | Kelly Murphy                 |
| Island                         |        |                             | Ingvar Ómarsson               |                                  | Hafdís Sigurðardóttir        |
| Israel                         |        |                             |                               |                                  |                              |
| Italien                        |        | Filippo Conca               | Filippo Ganna                 | Elisa Longo Borghini             | Vittoria Guazzini            |
| Jamaika                        |        |                             |                               |                                  |                              |
| Japan                          |        | Marino Kobayashi            | Shunsuke Imamura              | Akari Kobayashi                  | Yūmi Kajihara                |
| Kamerun                        |        | Fabrice Chofor              |                               | Presline Mariolle Kengne Feudjio |                              |
| Kanada                         |        | Derek Gee                   | Michael Leonard               | Alison Jackson                   | Olivia Baril                 |
| Kap Verde                      |        | Nelio da Cruz               | Nelio da Cruz                 |                                  |                              |
| Kasachstan                     |        | Jewgeni Fedorow             | Jewgeni Fedorow               | Elizaveta Sklyarova              | Akpeiil Ossim                |
| Katar                          |        |                             |                               |                                  |                              |
| Kolumbien                      |        | Egan Bernal                 | Egan Bernal                   |                                  |                              |
| Kosovo                         |        | Blerton Nuha                | Blerton Nuha                  | Sibora Kadriu                    | Sibora Kadriu                |
| Kroatien                       |        | Nicolas Gojković            | Robert Šangulin               | Andrea Heged                     | Ana Rumiha                   |
| Kuba                           |        | José Alberto Domínguez      | Brayan Mandin                 | Marlies Mejías                   | Marlies Mejías               |
| Kuwait                         |        |                             |                               |                                  |                              |
| Laos                           |        | Ariya Phounsavath           | Ariya Phounsavath             |                                  |                              |
| Lesotho                        |        | Kabelo Makatile             | Kabelo Makatile               |                                  |                              |
| Lettland                       |        | Toms Skujiņš                | Toms Skujiņš                  | Daiva Ragažinskienė              | Dana Rožlapa                 |
| Libanon                        |        |                             |                               |                                  |                              |
| Liechtenstein                  |        |                             |                               |                                  |                              |
| Litauen                        |        | Aivaras Mikutis             | Aivaras Mikutis               | Daiva Ragažinskien               | Skaistė Mikašauskaitė        |
| Luxemburg                      |        | Arthur Kluckers             | Bob Jungels                   | Marie Schreiber                  | Marie Schreiber              |
| Macau                          |        | Kam Chin Pok                |                               |                                  |                              |
| Madagaskar                     |        |                             |                               |                                  |                              |
| Mali                           |        |                             |                               |                                  |                              |
| Malaysia                       |        | Nur Aiman Rosli             |                               |                                  |                              |
| Marokko                        |        | Adil El Arbaoui             | Mohcine Elkouraji             | Mallika Benallal                 | Mallika Benallal             |
| Mauritius                      |        | Torea Celestin              | Alexandre Mayer               | Kimberley Le Court de Billot     | Kimberley Le Court de Billot |
| Mexiko                         |        |                             |                               |                                  |                              |
| Moldau                         |        |                             |                               |                                  |                              |
| Mongolei                       |        | Tegsh-Bayar Batsaikhan      | Sainbajaryn Dschambaldschamts |                                  |                              |
| Montenegro                     |        | Aleksandar Radunović        | Goran Cerović                 |                                  |                              |
| Namibia                        |        | Alex Miller                 | Alex Miller                   | Anri Krugel                      | Anri Krugel                  |
| Neuseeland                     |        | Paul Wright                 | Finn Fisher-Black             |                                  |                              |
| Nicaragua                      |        |                             |                               |                                  |                              |
| Niederlande                    |        | Danny van Poppel            | Daan Hoole                    | Lorena Wiebes                    | Mischa Bredewold             |
| Nordmazedonien                 |        | Stefan Petrovski            | Slobodan Nastevski            | Elena Petrova                    | Elena Petrova                |
| Norwegen                       |        | Andreas Leknessund          | Tobias Foss                   | Mie Bjørndal Ottestad            | Katrine Aalerud              |
| Oman                           |        |                             |                               |                                  |                              |
| Österreich                     |        | Tim Wafler                  | Felix Großschartner           | Kathrin Schweinberger            | Christina Schweinberger      |
| Pakistan                       |        | Ali Ilyas                   | Ali Ilyas                     |                                  |                              |
| Panama                         |        | Roberto Gonzalez            | Carlos Samudio                |                                  |                              |
| Paraguay                       |        | Jonathan Monges             | Francisco Daniel Riveros      |                                  |                              |
| Peru                           |        | Bill Toscano Fernandez      | Robinson Ruiz                 |                                  |                              |
| Philippinen                    |        | Marcelo Felipe              | Nash Joshua Lim               | Kim Syrel Bonilla                | Jermyn Prado                 |
| Polen                          |        | Rafał Majka                 | Filip Maciejuk                | Katarzyna Niewiadoma             | Agnieszka Skalniak-Sójka     |
| Puerto Rico                    |        | Abner González              | Christopher Morales           | Erialis Otero                    | Erialis Otero                |
| Portugal                       |        | Ivo Oliveira                | António Morgado               | Daniela Campos                   | Beatriz Roxo                 |
| Republik Kongo                 |        |                             |                               |                                  |                              |
| Ruanda                         |        | Eric Nkundabera             | Samuel Niyonkuru              | Djazilla Umwamikazi              | Xaverine Nirere              |
| Rumänien                       |        | Catalin Buta                | Emil Dima                     |                                  | Manuela Mureșan              |
| Russland                       |        |                             |                               |                                  |                              |
| Schweden                       |        | Hugo Forssell               | Jakob Söderqvist              | Mika Söderström                  | Stina Kagevi                 |
| Schweiz                        |        | Mauro Schmid                | Mauro Schmid                  | Steffi Häberlin                  | Marlen Reusser               |
| Senegal                        |        |                             |                               |                                  |                              |
| Serbien                        |        | Veljko Stojnić              | Dušan Rajović                 | Jelena Erić                      | Iva Pavlović                 |
| Seychellen                     |        |                             |                               |                                  |                              |
| Simbabwe                       |        | Matthew Denslow             | Rodrick Shumba                |                                  |                              |
| Singapur                       |        | Boon Kiak Yeo               | Zhen Yu Darren Lim            |                                  |                              |
| Spanien                        |        | Iván Romeo                  | Abel Balderstone              | Sara Martín                      | Mireia Benito                |
| Slowakei                       |        | Lukáš Kubiš                 | Matthias Schwarzbacher        | Viktória Chladoňová              | Viktória Chladoňová          |
| Slowenien                      |        | Jakob Omrzel                | Mihael Štajnar                | Eugenia Bujak                    | Eugenia Bujak                |
| St. Lucia                      |        |                             |                               |                                  |                              |
| St. Vincent und die Grenadinen |        |                             |                               |                                  |                              |
| Südafrika                      |        | Daniyal Matthews            | Alan Hatherly                 |                                  |                              |
| Südkorea                       |        | Yun Jae-bin                 | Choe Hyeong-min               | Jang Su-ji                       | Shin Jie-un                  |
| Suriname                       |        |                             |                               |                                  |                              |
| Syrien                         |        |                             |                               |                                  |                              |
| Taiwan                         |        | Feng Chun-kai               | Feng Chun-kai                 | Huang Ting-ying                  | Huang Ting-ying              |
| Thailand                       |        | Sarawu Sirironnachai        | Peerapol Chawchiangkwang      | Supaksorn Nuntana                | hetdarin Somrat              |
| Togo                           |        |                             |                               |                                  |                              |
| Trinidad und Tobago            |        |                             |                               |                                  |                              |
| Tschechien                     |        | Mathias Vacek               | Mathias Vacek                 | Kristýna Burlová                 | Julia Kopecký                |
| Tunesien                       |        | Mohamed Aziz Dellai         | Mohamed Aziz Dellai           | Brini Mariem                     | Asil Moussa                  |
| Türkei                         |        | Samet Bulut                 | Burak Abay                    | Gamze Ceyhan                     | Reyhan Yakişir               |
| Uganda                         |        | Charles Kagimu              | Charles Kagimu                |                                  | Mary Aleper                  |
| Ukraine                        |        | Heorhii Antonenko           | Anatolij Budjak               | Julija Birjukowa                 | Julija Birjukowa             |
| Ungarn                         |        | Márton Dina                 | János Pelikán                 | Blanka Vas                       | Petra Zsankó                 |
| Uruguay                        |        | Thomas Silva                | Eric Fagúndez                 |                                  |                              |
| Usbekistan                     |        | Diyor Takhirov              | Nikita Tsvetkov               | Shakhnoza Abdullaeva             | Yanina Kuskova               |
| Venezuela                      |        | Orluis Aular                | Orluis Aular                  |                                  |                              |
| Vereinigte Arabische Emirate   |        | Mohammad Alsabbagh          | Abdulla Jasim Al-Ali          |                                  |                              |
| Vereinigte Staaten             |        | Quinn Simmons               | Artem Shmidt                  | Kristen Faulkner                 | Emily Ehrlich                |
| Vereinigtes Königreich         |        | Samuel Watson               | Ethan Hayter                  | Millie Couzens                   | Zoe Bäckstedt                |
| Vietnam                        |        |                             |                               |                                  |                              |
| Volksrepublik China            |        | Miao Chengshuo              | Xue Ming                      | Chen Lulu                        | Wei Suwan                    |
| Zypern                         |        | Andréas Miltiádis           | Andréas Miltiádis             | Ekaterina Kovalchuk              | Constantina Georgiou         |